# Lithosia levyi
Lithosia levyi är en fjärilsart som beskrevs av Silbernagel 1944. Lithosia levyi ingår i släktet Lithosia och familjen björnspinnare. Inga underarter finns listade i Catalogue of Life.